# Charas

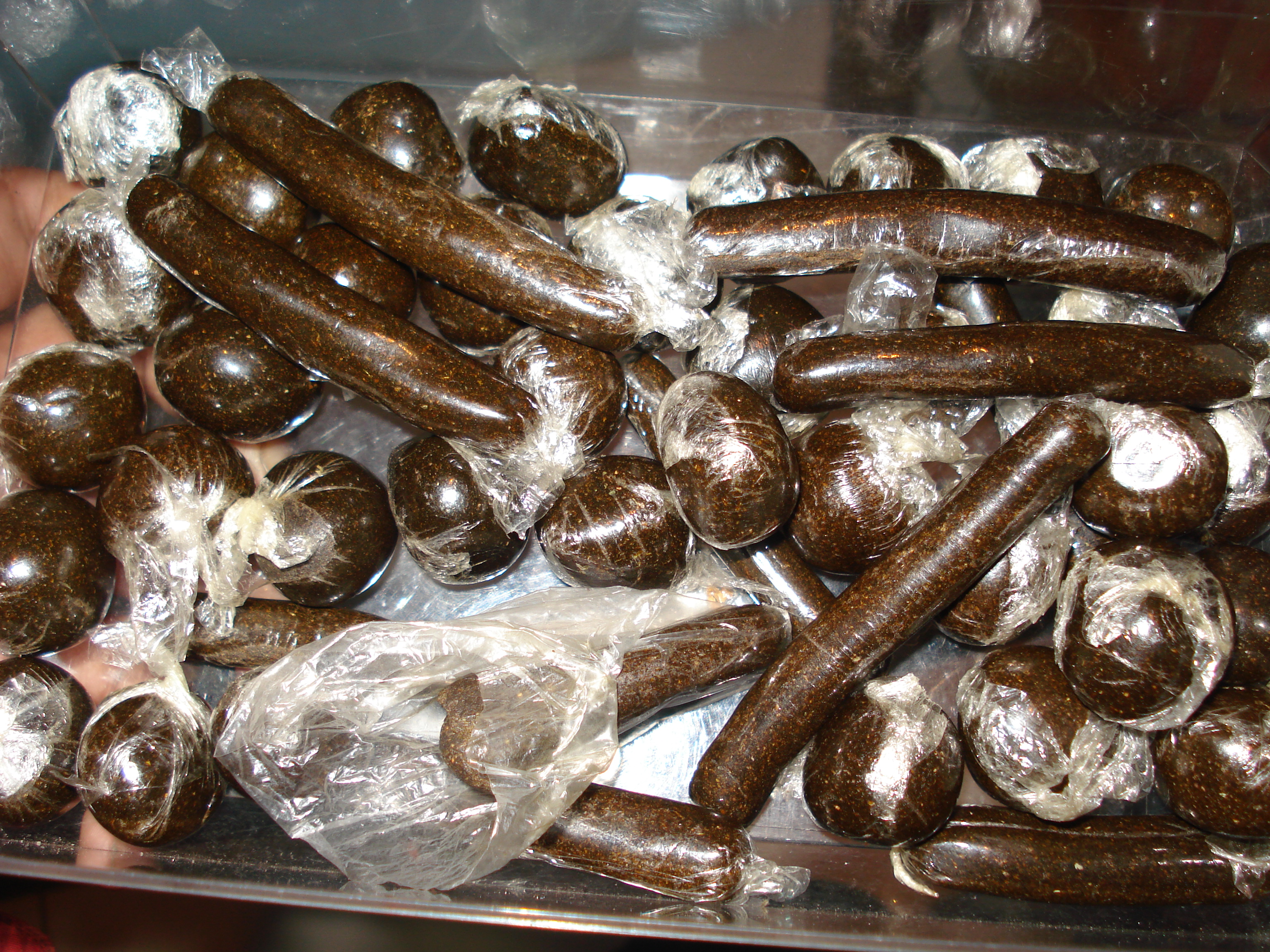

Charas är en typ av hasch som utvinns ur cannabis. Den största delen av all charas produceras i norra Indien, Afghanistan, Nepal och bergskedjan Himalaya, där den ursprungligen kommer ifrån, och är en betydande inkomstkälla för lokalbefolkningen.

## Charas historia
Charas har använts i tusentals år på den indiska subkontinenten för dess medicinska värde och religiösa bruk och såldes även i statligt kontrollerade affärer runt om i det brittiska imperiet. Bruk av charas har även en central roll i hinduismen.
Indien kriminaliserade charas först på 1980-talet, med fängelsestraff som följd. Innehav kunde leda till tio års fängelse kortast. Dessa lagar är numera mildare.
Trots den illegala statusen är charas fortfarande väldigt populärt i Indien, speciellt bland indiska sadhu och andra sekter som anser att charas är en betydande del av deras religion.
FN liksom bland annat Sverige och USA klassar i nationell lagstiftning hasch som narkotika. I USA, Sydamerika och Europa pågår idag omfattande lobbyarbete för drogens legalisering.
I Ryssland ingrep nyligen[när?] övervakningsorganet Roskomnadzor och tvingade Wikipedia att i den ryska varianten av denna artikel lägga in orden "narkotiskt preparat" i rubriken.[källa behövs]